# Ecstasy (album Corruption)
Ecstasy – pierwszy studyjny album polskiej grupy Corruption. Wydany został w styczniu 1995 roku nakładem Sick Records.

## Lista utworów
1. „Ecstasy” – 5:31
2. „Animals He Served” – 4:46
3. „Winter Winds” – 6:35
4. „Mystic Whores Fly” – 7:20
5. „Wooden Jesus” – 4:15
6. „Receive My Sacrifice” – 4:44
7. „Scarlet – Souled” – 7:17
8. „Eye In the Shroud” – 6:01
9. „Breezy Winds” – 4:50
10. „Sorrows” – 5:19
11. „A Heart of Ashes” – 5:01
12. „When Love Was Mine” – 7:49

## Twórcy
- Paweł „P.Horne” Kaniewski – śpiew
- Janusz „Chicken” Kubicki – gitara
- Piotr „Anioł” Wącisz – gitara basowa
- Grzegorz „Melon” Wilkowski – perkusja
- Mirosław Mróz – keyboard
- Januariusz Bizoń – gościnnie śpiew, skrzypce
- Radek Twaróg – gościnnie akordeon
- Bogdan Nowak – produkcja muzyczna, miksowanie, inżynieria dźwięku
- Andrzej Mackiewicz – producent wykonawczy